# Michelle McLean

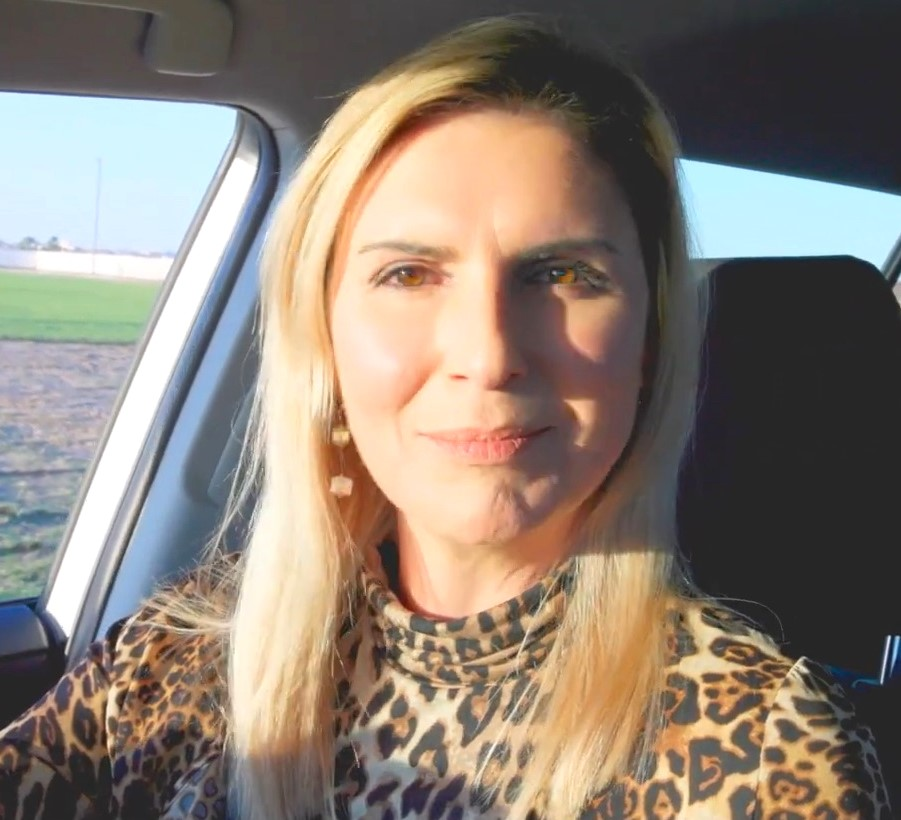
Michelle McLean

Michelle McLean (Windhoek (Namibië), 1972) is in 1992 gekozen tot Miss Universe in Bangkok. Een jaar eerder, in 1991 werd ze gekroond tot Miss Namibia en nam ze deel aan de Miss World verkiezing. Ze haalde daar de top vijf. McLean is de eerste Miss World-finaliste die tot Miss Universe werd gekozen.
Na haar overwinning richtte zij de Michelle McLean Children's Trust op, een stichting die scholen in Namibië ondersteunt.
Op 9 maart 2013 trouwde zij met Britse en Zuid-Afrikaanse sportpresentator en voormalig voetbalprof Gary Bailey uit Kwazulu-Natal. Ze wonen (maart 2018) in Miami, Verenigde Staten.